# Biografielijst Ju

## Ju
- Ju Wenjun (1991), Chinees schaakster

## Jua
- Juan Carlos (1938), koning van Spanje (sinds 1975)
- Juanfran (1985), Spaans voetballer
- Alberto Juantorena (1950), Cubaans atleet en politicus
- Benito Juárez (1806-1872), president van Mexico (1858-1872)
- Benito Juárez Maza (1852-1912), Mexicaans politicus en diplomaat
- Benito Juarez (1933-2020), Braziliaanse dirigent
- Sofie Juárez (1991), Andorrees alpineskiester

## Jub
- Theo Jubitana (1965-2021), Surinaams inheems leider

## Jud
- Mel Judah (1947), Australisch pokerspeler
- Judas Iskariot (1e eeuw), discipel en verrader van Jezus Christus
- Donald Judd (1928-1994), Amerikaans kunstenaar
- Whitcomb Judson (1836-1909), Amerikaans uitvinder
- Juri Judt (1986), Duits voetballer

## Juf
- Tariku Jufar (1984), Ethiopisch atleet
- Cees Juffermans (1982), Nederlands shorttracker en marathonschaatser
- Jan Juffermans (1944-2011), Nederlands kunstcriticus
- Jan Juffermans (1945), Nederlands duurzaamheidactivist en schrijver

## Jug
- William Emanuël Juglall (1899-1980), Surinaams politicus

## Jui
- André Juillard (1948-2024), Frans striptekenaar

## Juk
- Dinko Jukić (1989), Kroatisch-Oostenrijks zwemmer
- Stjepan Jukić (1979), Kroatisch voetballer

## Jul
- Pascal Jules (1961-1987), Frans wielrenner
- Justin Jules (1986), Frans wielrenner
- Arsen Julfalakyan (1987), Armeens worstelaar
- Julia Caesaris (39 v.Chr. - 14 na Chr.), dochter van keizer Augustus
- Julia Domna (170-217), Romeins keizerin (193-217)
- Julia Maesa (?-222), Romeins keizerin (218-222)
- Julia Mamaea (?-235), Romeins keizerin (222-235)
- Julia Paula (?-?), Romeins keizerin (219-220)
- Julia Soaemias (?-224/5), Romeins keizerin (218-224/5)
- Julia Titi (65-90), Romeins keizerin (79-90)
- Gaston Julia (1893-1978), Frans wiskundige
- Trenton Julian (1998), Amerikaans zwemmer
- Juliana (1909-2004), koningin van Nederland (1948-1980)
- Juliana van Nassau-Siegen (1587-1643), Duits gravin
- Elis Juliana (1927-2013), Curaçaos dichter en kunstenaar
- Julianus Apostata (331-363), Romeins keizer (361-363)
- Didius Julianus (133/5-193), Romeins keizer (193)
- Paul Julien (1901-2001), Nederlands ontdekkingsreiziger en antropoloog
- Dimitri Juliet (1996), Nederlands atleet
- Julius II (1443-1513), Italiaans paus (1503-1513)
- Gaius Julius Caesar (100?-44 v.Chr.), Romeins veldheer, politicus en dictator
- Gaius Julius Caesar Germanicus (Caligula) (12-41), princeps van Rome (37-41)
- Gaius Julius Caesar Octavianus (Augustus) (63 v.Chr.-14 n.Chr.), princeps van Rome (27 v.Chr.-14 n.Chr.)
- Germanicus Julius Caesar, Romeins veldheer en erfgenaam van Tiberius (14 v.Chr.-19 n.Chr.)
- Fred Julsing (1940?-2005), Nederlands cartoonist

## Jum

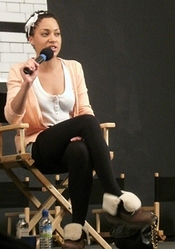
Cush Jumbo

- Aboud Jumbe (1920-2016), Tanzaniaans politicus
- Kamal Jumblatt (1917-1977), Libanees politicus
- Walid Jumblatt (1949), Libanees politicus
- Cush Jumbo (1985), Brits actrice
- John M. Jumper (1985), Amerikaans scheikundige en Nobelprijslaureaat

## Jun
- Daniel Juncadella (1991), Spaans autocoureur
- Jean-Claude Juncker (1954), Luxemburgs premier
- Carl Gustav Jung (1875-1961), Zwitsers psychiater
- Franz Josef Jung (1949), Duits advocaat, notaris en politicus
- Stefan Junge (1950), Duits atleet
- Eberhard Jüngel (1934-2021), Duits lutherse theoloog
- Ernst Jünger (1895-1998), Duits schrijver en essayist
- René Jungers (1929), Belgisch atleet
- Franz Junghuhn (1809-1864),  Pruisisch-Nederlands ontdekkingsreiziger, indoloog, landmeter, arts, geograaf, geoloog en botanicus
- Axel Jungk (1991), Duits skeletonracer
- Waldemar Jungner (1869-1924), Zweeds uitvinder, ingenieur en ondernemer
- Leon Jungschläger (1904-1956), Nederlands zeeman en militair
- Ding Junhui (1987), Chinees snookerspeler
- Hans Junkermann (1934-2022), Duits wielrenner
- Junkie XL (1967), Nederlands dj en producer
- Fei Junlong (1965), Chinees ruimtevaarder
- Diego Junqueira (1980), Argentijns tennisser

## Juo
- Egidijus Juodvalkis (1988), Litouws wielrenner

## Jur

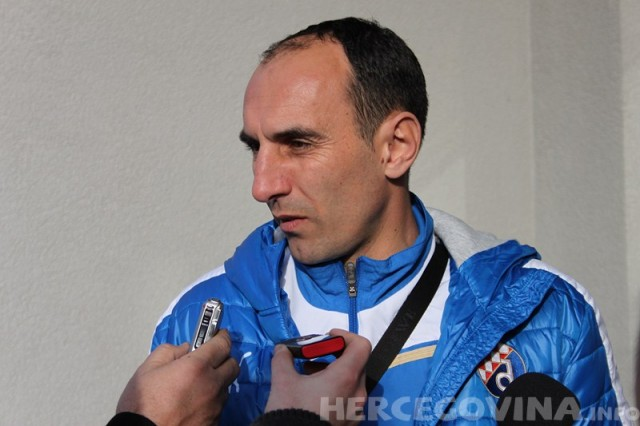
Krunoslav Jurčić

- Rocío Jurado (1944-2006), Spaans actrice en zangeres
- Paweł Juraszek (1994), Pools zwemmer
- Krunoslav Jurčić (1969), Bosnisch-Kroatisch voetballer en voetbalcoach
- Erik Jurgens (1935), Nederlands politicus
- Udo Jürgens (1934-2014), Oostenrijks zanger en liedjesschrijver
- Frank Jurić (1973), Australisch-Kroatisch voetballer en voetbalcoach
- Goran Jurić (1963), Bosnisch-Kroatisch voetballer en voetbalcoach
- Pavle Jurina (1955-2011), Kroatisch handballer
- Vic Juris (1953-2019), Amerikaans jazzgitarist
- Henryk Jurkowski (1927), Pools theatercriticus, -historicus, -theoreticus, -schrijver en regisseur

## Jus
- Žanna Juškāne (1989), Lets biatlete
- Andrzej Juskowiak (1970), Pools voetballer
- Patrick Jusseaume (1951-2017), Frans stripauteur
- Lucas en Arthur Jussen (1993, 1996), Nederlandse pianisten
- Adrien Henri Laurent de Jussieu (1797-1853), Frans botanicus
- Antoine de Jussieu (1686-1758), Frans botanicus
- Antoine Laurent de Jussieu (1748-1836), Frans botanicus
- Bernard de Jussieu (1699-1777), Frans botanicus
- Meir Just (1908-2010), Nederlands opperrabbijn
- Victoria Justice (1993), Amerikaans kindster, model, actrice, singer-songwriter en danseres
- Danielle Justin (1952), Belgisch atlete
- Justinianus I (+565), keizer van Byzantium (527-565)
- Justinianus II (+711), keizer van Byzantium (685-695 en 705-711)
- Justus van Triëst (+ca.303), heilige martelaar

## Juv

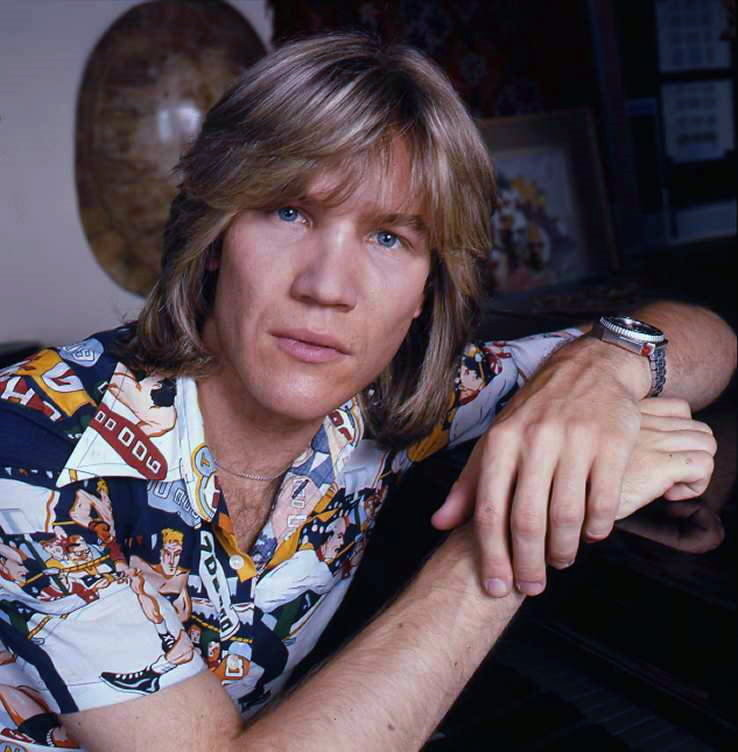
Patrick Juvet

- Patrick Juvet (1950-2021), Zwitsers zanger